# În absența stăpânilor
În absența stăpânilor este un roman scris de Nicolae Breban și publicat în 1966 la Editura pentru Literatură, 395 pagini.